# Новокрасне (Польща)
Новокрасне (пол. Nowokrasne) — село в Польщі, у гміні Красне Пшасниського повіту Мазовецького воєводства.
Населення — 42 особи (2011).
У 1975-1998 роках село належало до Цехановського воєводства.

## Демографія
Демографічна структура станом на 31 березня 2011 року:
|          | Загалом | Допрацездатний вік | Працездатний вік | Постпрацездатний вік |
| -------- | ------- | ------------------ | ---------------- | -------------------- |
| Чоловіки | 23      | 3                  | 18               | 2                    |
| Жінки    | 19      | 5                  | 9                | 5                    |
| Разом    | 42      | 8                  | 27               | 7                    |